# Arturo Pérez-Reverte
Arturo Pérez-Reverte Gutiérrez (* 25. listopadu 1951, Cartagena, Murcijský región) je španělský spisovatel a novinář.

## Život
Po vystudování politologie započal svou novinářskou kariéru v nyní už zaniklých novinách Pueblo, poté pracoval v letech 1973 až 1994 pro španělskou státní televizní stanici Televisión Española především jako válečný reportér, naposledy v Perském zálivu a v bývalé Jugoslávii. Od roku 1991 je komentátorem novinové přílohy El Semanal, která je součástí dvaceti pěti španělských deníků. Roku 2003 se stal členem Španělské královské akademie (RAE).
Pérez-Reverte patří mezi nejčtenější a nejpřekládanější současné španělské spisovatele. Jeho romány jsou nabité historickými fakty a také odkazy na jiná literární nebo výtvarná díla. Zároveň však obsahují napínavou (a často také záhadnou) zápletku a nečekané rozuzlení, takže jsou čtenářsky velmi atraktivní. Pro spojení intelektuálních námětů se čtenářsky přitažlivým zpracováním bývá někdy označován za španělského Umberta Eca. Doposud publikoval více než 20 románů a sbírky novinových článků. Řada jeho děl byla zfilmována.

## Dílo

### Romány
- El húsar (1986, Husar), historický román z napoleonských válek.
- El maestro de esgrima (1988, Šermířský mistr), příběh z poloviny 19. století, podobenství o mocí peněz, politických ambicí a ztrátě cti, ve kterém se starý šermířský mistr rozhodne najít vraha svého přítele.
- La tabla de Flandes (1990, Vlámský obraz), román, ve kterém mladá restaurátorka objeví na rentgenovém snímku starého obrazu od vlámského mistra z 15. století skrytý nápis a na jeho základě začíná její nebezpečné pátrání po tajemství dávného příběhu.
- El club de Dumas (1993, Dumasův klub), díky filmu Romana Polanského The Ninth Gate (Devátá brána) snad nejznámější autorovo dílo, příběh ze světa bibliofilů, ve kterém hlavní hrdina odhaluje tajemství starých okultních knih údajně umožňujících odhalit obřad sloužící k vyvolání Ďábla.
- La sombra del águila (1993, Stín orla), příběh odehrávající se roku 1812 během Napoleonova útěku z Ruska a vrcholící bitvou na Berezině.
- Territorio comanche (1994, Území Komančů), román čerpající z autorových prožitků z války v Jugoslávii.
- Un asunto de honor (1995, Věc cti), kriminální román ze současnosti,
- La piel del tambor (1997, Kůže na buben), thriller, ve kterém se ambiciózní člen Ústavu pro zahraniční záležitosti vatikánnské tajné služby snaží v Seville zjistit okolnosti případu kolem chátrajícího kostela, ve kterém "náhodně" zemřeli dva lidé, kteří jej chtěli nechat zbourat. Román je současnou španělskou kritikou označován za nejlepší autorovo dílo.[2]
- La carta esférica (2000, česky jako Hřbitov bezejmenných lodí), příběh napínavého pátrání po potopené lodi se smaragdovým pokladem.
- La Reina del Sur (2002, Královna jihu), jakási variace na Dumasova Hrabetě Monte Crista, ve které se chudá dívka po smrti svého milence postupně ocitne na špičce ilegálního trhu s drogami a poté se rozhodne pomstít milencovu smrt.
- Cabo Trafalgar (2004, Mys Trafalgar), historický román o jedné z nejvýznamnějších námořních bitev, o bitvě u Trafalgaru.
- El pintor de batallas (2006, Malíř bitev), příběh vysloužilého válečného fotografa dokončujícího velkou nástěnnou malbu zobrazující všechny války v historii od obléhání Tróje do současnosti, do kterého se promítají jeho zážitky z války v Jugoslávii.
- Un día de cólera (2007, Den hněvu), historický román o povstání v Madridu z 2. května 1808 proti Napoleonovi, nemilosrdné potlačeném francouzským vojskem.
- Ojos azules (2009, Modré oči), příběh založený na skutečné historické události, na tzv. La Noche Triste (Truchlivá noc), při které při útěku z Tenochtitlánu o půlnoci dne 30. června roku 1520 ztratili Španělé vedeni Hernánem Cortézem dvě třetiny svých mužů.
- El asedio (2011, Obležení), další autorův román z napoleonských válek odehrávající se v Cádizu v období španělské války za nezávislost.

### Dobrodružství kapitána Alatrista
Las aventuras del capitán Alatriste (Dobrodružství kapitána Alatrista) je románová série odehrávající se v 17. století v letech vlády krále Filipa IV. Kapitán Diego Alatriste je vysloužilý voják, který vyšetřuje záhady a zločiny. Série se zatím skládá z těchto dílů:
1. El capitán Alatriste (1996, Kapitán Alatriste),
2. Limpieza de sangre (1997, Čistota krve),
3. El sol de Breda (1998, Slunce Bredy),
4. El oro del rey (2000, Královské zlato),
5. El caballero del jubón amarillo (2003, Rytíř ve žlutém kabátci)
6. Corsarios de Levante (2006, Levantští korzáři)
7. El puente de los asesinos (Most vrahů, připravuje se)

### Sbírky novinových článků
- Patente de corso (1998), články z let 1993–1998,
- Con ánimo de ofender (2001), články z let 1998–2001,
- No me cogeréis vivo (2005), články z let 2001–2005,
- Cuando éramos honrados mercenarios (2009), články z let 2005–2009.

### Ostatní
- Obra breve (1995, Krátké práce), sbírka povídek.

## Filmové adaptace
- El maestro de esgrima (1992), španělský film, režie Pedro Olea,
- Uncovered (1995, Odhalení), britský film podle románu La tabla de Flandes, režie Jim McBride,
- Cachito (1996), španělský film podle románu Un asunto de honor, režie Enrique Urbizu,
- Territorio Comanche (1997), španělský film, režie Gerardo Herrero,
- The Ninth Gate (1999, Devátá brána), americký film, režie Roman Polanski, v hlavní roli Johnny Depp,
- Alatriste (2006), španělský film, režie Agustín Díaz Yanes,
- La carta esférica (2007, španělský film, režie Imanol Uribe,
- Quart (2007), šestidílný španělský televizní seriál podle románu La piel del tambor, režie Jacobo Rispa, Joaquín Llamas, Alberto Ruiz Rojo a Santiago Pumarola.

## Česká vydání
- Vlámský obraz, Alpress, Frýdek-Místek 1997, přeložila Bronislava Skalická,
- Šermířský mistr, Alpress, Frýdek-Místek 1998, přeložila Bronislava Skalická,
- Dumasův klub, aneb, Richelieuův stín, Mladá fronta, Praha 2000, přeložila Anežka Charvátová,
- Hřbitov bezejmenných lodí, Mladá fronta, Praha 2002, přeložil Vladimír Medek,
- Kůže na buben, Knižní klub, Praha 2004, přeložil Vladimír Medek,
- Královna jihu, Knižní klub, Praha 2005, přeložil Vladimír Medek.
- Obléhání, Argo, Praha 2017, přeložil Jan Hloušek.